# Liste des cantons du Finistère

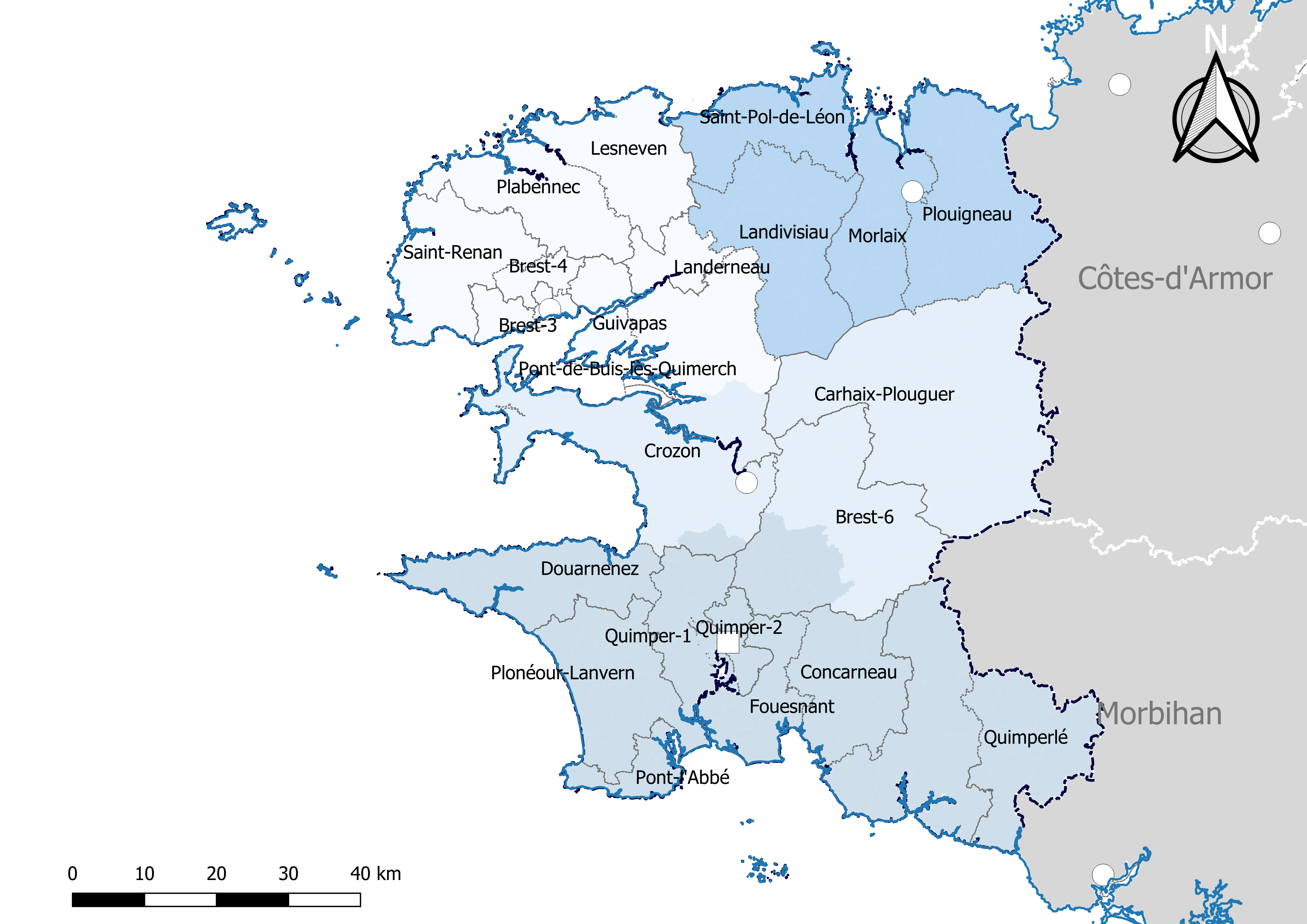
Découpage cantonal du département du Finistère, avec en surimpression les arrondissements (en nuances de bleu) - Carte arrêtée au 1er janvier 2019.

Dans le département du Finistére, le redécoupage cantonal de 2014 fait passer le nombre de cantons de 54 à 27.

## Histoire

### Découpage cantonal avant 2015

Arrondissements et cantons du Finistère de 1991 à 2015.

Liste des 54 cantons du département du Finistère, par arrondissement, de 1991 à 2015 :
- arrondissement de Brest (20 cantons - sous-préfecture : Brest) :
 canton de Brest-Bellevue - canton de Brest-Cavale-Blanche-Bohars-Guilers - canton de Brest-Centre - canton de Brest-Kerichen - canton de Brest-L'Hermitage-Gouesnou - canton de Brest-Lambézellec - canton de Brest-Plouzané - canton de Brest-Recouvrance - canton de Brest-Saint-Marc - canton de Brest-Saint-Pierre - canton de Daoulas - canton de Guipavas - canton de Landerneau - canton de Lannilis - canton de Lesneven - canton d'Ouessant - canton de Plabennec - canton de Ploudalmézeau - canton de Ploudiry - canton de Saint-Renan
- arrondissement de Châteaulin (7 cantons - sous-préfecture : Châteaulin) :
 canton de Carhaix-Plouguer - canton de Châteaulin - canton de Châteauneuf-du-Faou - canton de Crozon - canton du Faou - canton d'Huelgoat - canton de Pleyben
- arrondissement de Morlaix (10 cantons - sous-préfecture : Morlaix) :
 canton de Landivisiau - canton de Lanmeur - canton de Morlaix - canton de Plouescat - canton de Plouigneau - canton de Plouzévédé - canton de Saint-Pol-de-Léon - canton de Saint-Thégonnec - canton de Sizun - canton de Taulé
- arrondissement de Quimper (17 cantons - Préfecture : Quimper) :
 canton d'Arzano - canton de Bannalec - canton de Briec - canton de Concarneau - canton de Douarnenez - canton de Fouesnant - canton de Guilvinec - canton de Plogastel-Saint-Germain - canton de Pont-Aven - canton de Pont-Croix - canton de Pont-l'Abbé - canton de Quimper-1 - canton de Quimper-2 - canton de Quimper-3 - canton de Quimperlé - canton de Rosporden - canton de Scaër

Notes :
- Le découpage initial date du 7 Brumaire an IX (29 octobre 1801).
- Le 3 Brumaire an XI (25 octobre 1802), le canton de Plouguerneau est rebaptisé Canton de Lannilis.
- Le 29 avril 1829, le canton du Ponthou est rebaptisé Canton de Plouigneau.
- Le décret du 23 juillet 1973 réorganise les cantons de Quimper et de Brest[1] :
  - le canton de Quimper est divisé en deux cantons (Quimper-I et Quimper II),
  - sept cantons (Brest-I à VII) sont créés en remplacement des trois cantons préexistants,
  - le canton de Saint-Renan est modifié à la suite du nouveau découpage du canton de Brest-I,
  - le canton de Landerneau est modifié à la suite de la création du canton de Brest-VII.
- Le décret du 15 janvier 1982 crée le canton du Guilvinec par scission du canton de Pont-l'Abbé[2].
- Le décret du 22 janvier 1985 réorganise de nouveau les cantons de Quimper et de Brest[3] :
  - le canton de Quimper-III est créé à partir des cantons de Quimper-I et II,
  - le canton de Brest-VIII et celui de Guipavas sont créés à partir des cantons de Brest-I, V, VI et VII.
- Enfin, le décret du 27 février 1991 réorganise une nouvelle fois les cantons de Brest[4]:
  - dix cantons sont créés en remplacement des huit cantons préexistants,
  - la dénomination de tous les cantons brestois change avec l'abandon de leur numérotation.

### Redécoupage cantonal de 2014

Cantons du Finistère depuis 2015.

Dans la poursuite de la réforme territoriale engagée en 2010, l'Assemblée nationale adopte définitivement le 17 avril 2013 la réforme du mode de scrutin pour les élections départementales destinée à garantir la parité hommes/femmes. Les lois (loi organique 2013-402 et loi 2013-403) sont promulguées le 17 mai 2013. Un nouveau découpage territorial est défini par décret du 13 février 2014 pour le département du Finistère. Celui-ci entre en vigueur lors du premier renouvellement général des assemblées départementales suivant la publication du décret, soit en mars 2015. Les conseillers départementaux sont élus au scrutin majoritaire binominal mixte. Les électeurs de chaque canton éliront au Conseil départemental, nouvelle appellation des Conseils généraux, deux membres de sexe différent, qui se présenteront en binôme de candidats. Les conseillers départementaux seront élus pour 6 ans au scrutin binominal majoritaire à deux tours, l'accès au second tour nécessitant 10 % des inscrits au 1er tour. En outre la totalité des conseillers départementaux est renouvelée.
Ce nouveau mode de scrutin nécessite un redécoupage des cantons dont le nombre est divisé par deux avec arrondi à l'unité impaire supérieure si ce nombre n'est pas entier impair et avec des conditions de seuils minimaux. Dans le Finistère le nombre de cantons passe ainsi de 54 à 27.
Les critères du remodelage cantonal sont les suivants : le territoire de chaque canton doit être défini sur des bases essentiellement démographiques, le territoire de chaque canton doit être continu et les communes de moins de 3 500 habitants sont entièrement comprises dans le même canton. Il n’est fait référence, ni aux limites des arrondissements, ni à celles des circonscriptions législatives.
Conformément à de multiples décisions du Conseil constitutionnel depuis 1985 et notamment  sa décision no 2010-618 DC du 9 décembre 2010,  il est admis que le principe d’égalité des électeurs au regard des critères démographiques est respecté lorsque le ratio conseiller/habitant de la circonscription est compris dans une fourchette de 20 % de part et d'autre du ratio moyen conseiller/habitant du département. Pour le département du Finistère, la population de référence est la population légale en vigueur au 1er janvier 2013, à savoir la population millésimée 2010, soit 897 628 habitants. Avec 27 cantons la population moyenne par conseiller départemental est de 33 245 habitants. Ainsi la population de chaque nouveau canton doit-elle être comprise entre 26 596 habitants et 39 895 habitants pour respecter le principe de l'égalité citoyenne au vu des critères démographiques.

## Composition actuelle

### Composition détaillée
| N° | Nom du Canton              | Bureau centralisateur      | Population (2022) | Nombre de communes entières | Communes composant le canton |
| -- | -------------------------- | -------------------------- | ----------------- | --------------------------- | --- |
| 1  | Brest-1                    | Brest                      | 32 077            | fraction Brest              | Partie de la commune de Brest située à l'intérieur d'un périmètre défini par l'axe des voies et limites suivantes : depuis la limite territoriale de la commune de Guilers, cours de la rivière Penfeld à l'aval du pont de l'Harteloire, rue Tourville, pont de l'Harteloire, rue Portzmoguer, rue du Moulin-à-Poudre, place Albert-Ier, rue Auguste-Kerven, rue Notre-Dame-de-Bonne-Nouvelle, rue du Commandant-Somme-Py, boulevard Léon-Blum, rue Jules-Lesven, rue Marcelin-Duval, rue de Kermaria, rue du Calvaire, place des FFI, rue Maryan-Descharts, rue de Bohars, rue de Kervao, route départementale 3, jusqu'à la limite territoriale de la commune de Bohars |
| 2  | Brest-2                    | Brest                      | 35 761            | fraction Brest              | Partie de la commune de Brest située à l'intérieur d'un périmètre défini par l'axe des voies et limites suivantes : rive de la rade dans l'axe de la rue Pierre-Semard, rue Pierre-Semard, rue Louis-Le-Guen, boulevard Gambetta, rue Richelieu, rue Saint-Marc, rue Kerfautras, rue Bruat, rue Arago, rue Paul-Masson, rue Mathieu-Donnard, rue Paul-Doumer, place Albert-Ier, rue du Moulin-à-Poudre, rue Portzmoguer, pont de l'Harteloire, rue Tourville, cours de la rivière Penfeld à l'amont du pont de l'Harteloire, pont de Kervallon, route de Kervallon, rue de Guilers, rue du 19-Mars-1962, rue de Roscanvel, place de Roscanvel, rue Cosmao-Prétôt, rue Cosmao-Dumanoir, rue Mesny, rue Anatole-France, rue de Kerbonne, rue d'Alsace-Lorraine, rue du Docteur-Gestin, rue de l'Amiral-Nicol et son prolongement en ligne droite jusqu'au littoral, rivage de la rade. |
| 3  | Brest-3                    | Brest                      | 32 110            | 1 + fraction Brest          | 1° La commune suivante : Plouzané. 2° La partie de la commune de Brest située à l'ouest d'une ligne définie par l'axe des voies et limites suivantes : à partir de la limite territoriale de la commune de Guilers, route départementale 105, boulevard Tanguy-Prigent, avenue de Tallinn, rue de Guilers, rue du 19-Mars-1962, rue de Roscanvel, place de Roscanvel, rue Cosmao-Prétôt, rue Cosmao-Dumanoir, rue Mesny, rue Anatole-France, rue de Kerbonne, rue d'Alsace-Lorraine, rue du Docteur-Gestin, rue de l'Amiral-Nicol et son prolongement en ligne droite jusqu'au littoral. |
| 4  | Brest-4                    | Brest                      | 35 953            | 3 + fraction Brest          | 1° Les communes suivantes : Bohars, Gouesnou, Guilers. 2° La partie de la commune de Brest non incluse dans les cantons de Brest-1, Brest-2, Brest-3 et Brest-5. |
| 5  | Brest-5                    | Brest                      | 36 833            | fraction Brest              | Partie de la commune de Brest située au sud et à l'est d'une ligne définie par l'axe des voies et limites suivantes : à partir de la rive de la rade dans l'axe de la rue Pierre-Semard, rue Pierre-Semard, rue Louis-Le-Guen, boulevard Gambetta, rue Richelieu, rue Saint-Marc, rue Kerfautras, rue Bruat, rue Arago, rue Paul-Masson, rue Mathieu-Donnard, rue Paul-Doumer, place Albert-Ier, rue Auguste-Kerven, rue Notre-Dame-de-Bonne-Nouvelle, rue du Commandant-Somme-Py, boulevard Léon-Blum, rue Jules-Lesven, rue Choiseul, rue du Général-Paulet, boulevard de l'Europe, rue de Gouesnou, rue de la Villeneuve jusqu'à la limite de la commune de Guipavas. |
| 6  | Briec                      | Briec                      | 27 901            | 18                          | Briec, Châteauneuf-du-Faou, Le Cloître-Pleyben, Coray, Edern, Gouézec, Landrévarzec, Landudal, Langolen, Lannédern, Laz, Lennon, Leuhan, Lothey, Pleyben, Saint-Goazec, Saint-Thois, Trégourez. |
| 7  | Carhaix-Plouguer           | Carhaix-Plouguer           | 26 628            | 23                          | Berrien, Bolazec, Botmeur, Brasparts, Brennilis, Carhaix-Plouguer, Cléden-Poher, Collorec, La Feuillée, Huelgoat, Kergloff, Landeleau, Lopérec, Loqueffret, Motreff, Plonévez-du-Faou, Plounévézel, Plouyé, Poullaouen, Saint-Hernin, Saint-Rivoal, Scrignac, Spézet. |
| 8  | Concarneau                 | Concarneau                 | 39 401            | 6                           | Concarneau, Elliant, Melgven, Rosporden, Saint-Yvi, Tourc'h. |
| 9  | Crozon                     | Crozon                     | 32 115            | 18                          | Argol, Camaret-sur-Mer, Cast, Châteaulin, Crozon, Dinéault, Landévennec, Lanvéoc, Ploéven, Plomodiern, Plonévez-Porzay, Port-Launay, Quéménéven, Roscanvel, Saint-Coulitz, Saint-Nic, Telgruc-sur-Mer, Trégarvan. |
| 10 | Douarnenez                 | Douarnenez                 | 34 005            | 16                          | Audierne, Beuzec-Cap-Sizun, Cléden-Cap-Sizun, Confort-Meilars, Douarnenez, Goulien, Île-de-Sein, Le Juch, Kerlaz, Mahalon, Plogoff, Plouhinec, Pont-Croix, Pouldergat, Poullan-sur-Mer, Primelin. |
| 11 | Fouesnant                  | Fouesnant                  | 37 849            | 8                           | Bénodet, Clohars-Fouesnant, Ergué-Gabéric, La Forêt-Fouesnant, Fouesnant, Gouesnach, Pleuven, Saint-Évarzec. |
| 12 | Guipavas                   | Guipavas                   | 40 669            | 3                           | Guipavas, Plougastel-Daoulas, Le Relecq-Kerhuon. |
| 13 | Landerneau                 | Landerneau                 | 29 669            | 9                           | La Forest-Landerneau, Landerneau, Lanneuffret, Pencran, Plouédern, La Roche-Maurice, Saint-Divy, Saint-Thonan, Trémaouézan. |
| 14 | Landivisiau                | Landivisiau                | 33 667            | 19                          | Bodilis, Commana, Guiclan, Guimiliau, Lampaul-Guimiliau, Landivisiau, Loc-Éguiner, Locmélar, Plougar, Plougourvest, Plounéventer, Plouvorn, Plouzévédé, Saint-Derrien, Saint-Sauveur, Saint-Servais, Saint-Vougay, Sizun, Trézilidé. |
| 15 | Lesneven                   | Lesneven                   | 36 459            | 17                          | Le Drennec, Le Folgoët, Goulven, Guissény, Kerlouan, Kernilis, Kernouës, Lanarvily, Lesneven, Loc-Brévalaire, Ploudaniel, Plouguerneau, Plouider, Plounéour-Brignogan-Plages, Saint-Frégant, Saint-Méen, Trégarantec. |
| 16 | Moëlan-sur-Mer             | Moëlan-sur-Mer             | 36 263            | 8                           | Bannalec, Moëlan-sur-Mer, Névez, Pont-Aven, Riec-sur-Bélon, Scaër, Trégunc, Le Trévoux. |
| 17 | Morlaix                    | Morlaix                    | 36 794            | 10                          | Carantec, Henvic, Locquénolé, Morlaix, Pleyber-Christ, Plounéour-Ménez, Saint-Martin-des-Champs, Saint-Thégonnec Loc-Eguiner, Sainte-Sève, Taulé. |
| 18 | Plabennec                  | Plabennec                  | 41 992            | 13                          | Bourg-Blanc, Coat-Méal, Kersaint-Plabennec, Lampaul-Ploudalmézeau, Landéda, Landunvez, Lannilis, Plabennec, Ploudalmézeau, Plouguin, Plouvien, Saint-Pabu, Tréglonou. |
| 19 | Plonéour-Lanvern           | Plonéour-Lanvern           | 30 306            | 16                          | Combrit, Gourlizon, Guiler-sur-Goyen, Île-Tudy, Landudec, Peumerit, Plogastel-Saint-Germain, Plomeur, Plonéour-Lanvern, Plovan, Plozévet, Pouldreuzic, Saint-Jean-Trolimon, Tréguennec, Tréméoc, Tréogat. |
| 20 | Plouigneau                 | Plouigneau                 | 28 713            | 16                          | Botsorhel, Le Cloître-Saint-Thégonnec, Garlan, Guerlesquin, Guimaëc, Lanmeur, Lannéanou, Locquirec, Plouégat-Guérand, Plouégat-Moysan, Plouezoc'h, Plougasnou, Plougonven, Plouigneau, Plourin-lès-Morlaix, Saint-Jean-du-Doigt. |
| 21 | Pont-de-Buis-lès-Quimerc'h | Pont-de-Buis-lès-Quimerc'h | 27 828            | 17                          | Daoulas, Dirinon, Le Faou, Hanvec, L'Hôpital-Camfrout, Irvillac, Logonna-Daoulas, Loperhet, La Martyre, Ploudiry, Pont-de-Buis-lès-Quimerc'h, Rosnoën, Saint-Éloy, Saint-Ségal, Saint-Urbain, Tréflévénez, Le Tréhou. |
| 22 | Pont-l'Abbé                | Pont-l'Abbé                | 26 575            | 6                           | Guilvinec, Loctudy, Penmarc'h, Plobannalec-Lesconil, Pont-l'Abbé, Treffiagat. |
| 23 | Quimper-1                  | Quimper                    | 41 169            | 6 + fraction Quimper        | 1° Les communes suivantes : Guengat, Locronan, Plogonnec, Plomelin, Plonéis, Pluguffan. 2° La partie de la commune de Quimper située à l'ouest d'une ligne définie par l'axe des voies et limites suivantes : depuis la limite territoriale de la commune de Guengat, ligne de chemin de fer de Quimper à Brest, allée de Kernisy, rue Jules-Simon, rue de Salonique, rue du Couëdic, place de la Tour-d'Auvergne, place du 118e-Régiment-d'Infanterie, rue Laënnec, rue de l'Amiral-Ronarc'h, rue du Préfet-Collignon, quai de l'Odet, quai Neuf, chemin du Halage, boulevard de Poulguinan, boulevard Louis-Le-Guennec, route de Bénodet, boulevard Louis-Le-Guennec, route de Bénodet, jusqu'à la limite territoriale de la commune de Pleuven. |
| 24 | Quimper-2                  | Quimper                    | 40 076            | fraction Quimper            | Partie de la commune de Quimper non incluse dans le canton de Quimper-1. |
| 25 | Quimperlé                  | Quimperlé                  | 33 325            | 11                          | Arzano, Baye, Clohars-Carnoët, Guilligomarc'h, Locunolé, Mellac, Querrien, Quimperlé, Rédéné, Saint-Thurien, Tréméven. |
| 26 | Saint-Pol-de-Léon          | Saint-Pol-de-Léon          | 31 706            | 14                          | Cléder, Île-de-Batz, Lanhouarneau, Mespaul, Plouénan, Plouescat, Plougoulm, Plounévez-Lochrist, Roscoff, Saint-Pol-de-Léon, Santec, Sibiril, Tréflaouénan, Tréflez. |
| 27 | Saint-Renan                | Saint-Renan                | 42 068            | 17                          | Brélès, Le Conquet, Île-Molène, Lampaul-Plouarzel, Lanildut, Lanrivoaré, Locmaria-Plouzané, Milizac-Guipronvel, Ouessant, Plouarzel, Plougonvelin, Ploumoguer, Plourin, Porspoder, Saint-Renan, Trébabu, Tréouergat. |
|    |                            |                            | 927 912           | 283                         | |

### Répartition des communes par arrondissement
Contrairement à l'ancien découpage où chaque canton était inclus à l'intérieur d'un seul arrondissement, le nouveau découpage territorial s'affranchit des limites des arrondissements. Certains cantons peuvent être composés de communes appartenant à des arrondissements différents. Dans le département du Finistère, c'est le cas de quatre cantons (Briec, Douarnenez, Landivisiau, Pont-de-Buis-lès-Quimerch).
Le tableau suivant présente la répartition des communes de chaque canton par arrondissement :
| N° | Canton                    | Brest              | Châteaulin | Morlaix | Quimper              | Total                |
| -- | ------------------------- | ------------------ | ---------- | ------- | -------------------- | -------------------- |
| 1  | Brest-1                   | fraction Brest     |            |         |                      | fraction Brest       |
| 2  | Brest-2                   | fraction Brest     |            |         |                      | fraction Brest       |
| 3  | Brest-3                   | 1 + fraction Brest |            |         |                      | 1 + fraction Brest   |
| 4  | Brest-4                   | 3 + fraction Brest |            |         |                      | 3 + fraction Brest   |
| 5  | Brest-5                   | fraction Brest     |            |         |                      | fraction Brest       |
| 6  | Briec                     |                    | 13         |         | 5                    | 18                   |
| 7  | Carhaix-Plouguer          |                    | 24         |         |                      | 24                   |
| 8  | Concarneau                |                    |            |         | 6                    | 6                    |
| 9  | Crozon                    |                    | 18         |         |                      | 18                   |
| 10 | Douarnenez                |                    | 1          |         | 16                   | 17                   |
| 11 | Fouesnant                 |                    |            |         | 8                    | 8                    |
| 12 | Guipavas                  | 3                  |            |         |                      | 3                    |
| 13 | Landerneau                | 9                  |            |         |                      | 9                    |
| 14 | Landivisiau               | 1                  |            | 18      |                      | 19                   |
| 15 | Lesneven                  | 18                 |            |         |                      | 18                   |
| 16 | Moëlan-sur-Mer            |                    |            |         | 8                    | 8                    |
| 17 | Morlaix                   |                    |            | 11      |                      | 11                   |
| 18 | Plabennec                 | 13                 |            |         |                      | 13                   |
| 19 | Plonéour-Lanvern          |                    |            |         | 16                   | 16                   |
| 20 | Plouigneau                |                    |            | 17      |                      | 17                   |
| 21 | Pont-de-Buis-lès-Quimerch | 13                 | 4          |         |                      | 17                   |
| 22 | Pont-l'Abbé               |                    |            |         | 6                    | 6                    |
| 23 | Quimper-1                 |                    | 1          |         | 5 + fraction Quimper | 6 + fraction Quimper |
| 24 | Quimper-2                 |                    |            |         | fraction Quimper     | fraction Quimper     |
| 25 | Quimperlé                 |                    |            |         | 11                   | 11                   |
| 26 | Saint-Pol-de-Léon         |                    |            | 14      |                      | 14                   |
| 27 | Saint-Renan               | 18                 |            |         |                      | 18                   |
|    |                           | 80                 | 61         | 60      | 82                   | 283                  |